# Mohamed Mahmoud Ould Brahim Khlil

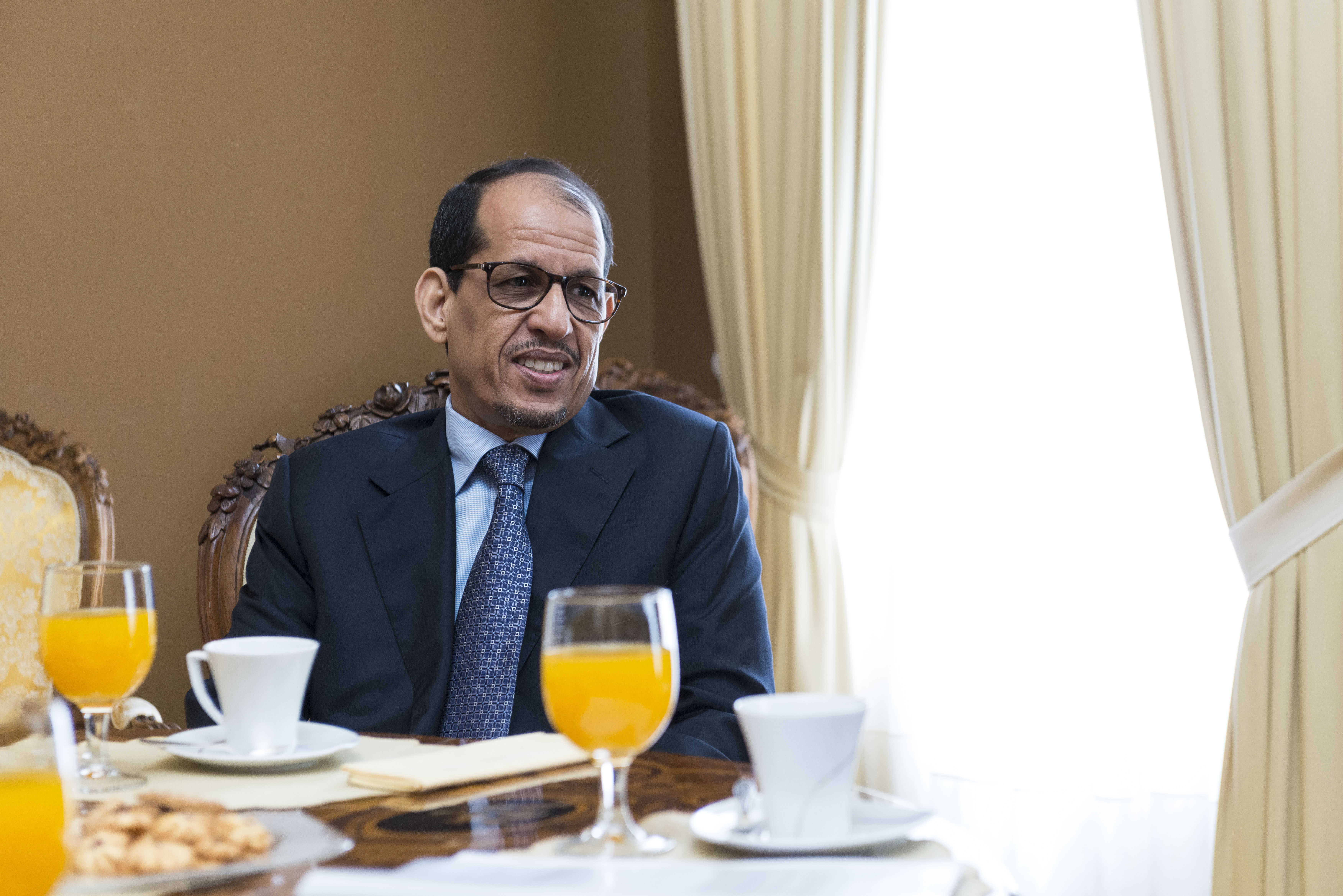

Mohamed Mahmoud Ould Brahim Khlil (1964) es un político, periodista y diplomático de Mauritania, miembro de la Unión de Fuerzas de Progreso.
Cursó sus estudios secundarios en Nuakchot. Al finalizarlos comenzó a trabajar en la Agencia Mauritana de Prensa (actual Agencia Mauritana de Información) hasta 1985, año en el que se incorporó a la Organización de Radio y Televisión Mauritana (entidad pública). En 1989 abandonó su trabajo para completar sus estudios en Rusia, donde se doctoró en Filosofía en el Instituto Maurice Thorez de Moscú, y en Comunicación en la Academia Internacional de Tecnologías y la Información en Minsk.
En la administración mauritana ha sido Consejero del Ministro de Comunicaciones y Relaciones con el Parlamento, Primer Consejero en la embajada mauritana en París, embajador en la Unesco y en Jordania, para pasar en 2007 a ser Ministro de Relaciones con el Parlamento y la Sociedad Civil y en 2008 Ministro del Artesanado y de Turismo y de Relaciones con el Parlamento, tras la elección del Presidente Sidi Mohamed Uld Cheij Abdallahi. Después del golpe de Estado de agosto de 2008, se mantuvo leal al presidente depuesto por la Junta militar.
En el gobierno establecido por la Junta militar, fue sustituido como Ministro de Relaciones con el Parlamento por Mohamed Ould Mohamed Abderrahmane Ould Moine.